# Kirsten van de Ven
Kristen van de Ven (ur. 11 maja 1985 w Heesch) – piłkarka holenderska grająca na pozycji pomocnika w klubie Willem II Tilburg. Od 2004 roku gra w reprezentacji Holandii. 23 sierpnia 2009 roku strzeliła pierwszą  bramkę w turnieju Mistrzostw Europy w meczu przeciwko Ukrainkom.
Swoją karierę piłkarską rozpoczęła w klubie HVC Heesch. W wieku 18 lat rozpoczęła studia w USA, gdzie grała w drużynie Quinnipiac University, przez kolejne trzy lata grała w Florida State University, by w 2008 roku powrócić do Europy. Obecnie gra w klubie Willem II Tilburg z którym zdobyła wicemistrzostwo Holandii w 2008 roku, a rok później trzecie miejsce.

## Nagrody indywidualne
- Najlepsza debiutantka w roku 2004 w Uniwersyteckiej lidze amerykańskiej (Northeast Conference)
- Zawodniczka roku w roku 2004 w Uniwersyteckiej lidze amerykańskiej (Northeast Conference)